# Нижняя Ненинка
Нижняя Ненинка — село в Солтонском районе Алтайского края. Административный центр Нижнененинского сельсовета.

## История
Основано в 1836 г. В 1928 году состояло из 441 хозяйства, основное население — русские. В административном отношении являлось центром Нижне-Ненинского сельсовета Новиковского района Бийского округаСибирского края.

## Население
| 1926 | 1997  | 1998  | 1999 | 2000 | 2001 |
| ---- | ----- | ----- | ---- | ---- | ---- |
| 2257 | ↘1022 | ↘1018 | ↘985 | ↘947 | ↗973 |
| 2002 | 2003  | 2004  | 2005 | 2006 | 2007 |
| ↘964 | ↘934  | ↘929  | ↘913 | ↘884 | ↗889 |
| 2008 | 2009  | 2010  | 2011 | 2012 | 2013 |
| ↗890 | ↘860  | ↘702  | ↘697 | ↘678 | ↘677 |

Национальный состав
Согласно результатам переписи 2002 года, в национальной структуре населения русские составляли 85 %.